# Témpano (banda)
Témpano es una banda venezolana de rock progresivo formada en Caracas en 1977. Muy popular por su canción Lobo hombre en París (1988) cuya versión original pertenece a la Banda La Unión (1983).

## Biografía

### Atabal-Yémal(1977-1979)
Entre abril de 1976 y febrero de 1977 los integrantes de los desaparecidos grupos venezolanos DIEDRA y MAGIA decidieron formar una nueva banda. De aquella unión nació un cuarteto constituido por Gerardo Ubieda en la batería, Pedro Castillo Díaz en la guitarra y voces, Miguel Ángel Echevarreneta en la guitarra, y Leonardo Arias en el bajo; fue la primera formación de Témpano. Dicho colectivo subsistió hasta mayo de 1978, tiempo en el cual se incorpora José González como tecladista y José Bennamán como vocalista, pero sería por corto tiempo y ese mismo año ingresa a las filas de la banda Giulio Della Noce como tecladista y Pedro Castillo pasa a encargarse de la parte vocal.
No es sino en marzo de 1979 cuando el cuarteto integrado por Pedro Castillo en las guitarras y la voz principal, Gerardo Ubieda en la batería, Giulio Cesare Della Noce en los teclados y Miguel Ángel Echevarreneta en el bajo, logró estabilizarse y comenzaron a trabajar ardua e inspiradamente en su primer trabajo discográfico, apoyados por Alberto J. Barnola, quien también diseñará el famoso logo de la banda, el cual se vio culminado en noviembre de ese mismo año en los estudios Odisea bajo el nombre de Åtabal-Yémal. La portada de la reedición de 1998 fue realizada por el diseñador gráfico venezolano Sandro Bassi, quien ha colaborado con la banda en varias oportunidades. Este álbum se convierte en uno de los discos más importantes de rock progresivo en Venezuela. Sin embargo, a nivel de ventas el álbum tiene poca difusión y se produce la ruptura del núcleo formado por los cuatro integrantes de Témpano que participan en la grabación.

### Pesadilla sin final(1980-1982)
Luego de grabar el primer álbum, los miembros originales comenzarían un largo silencio como grupo por los próximos 18 años. Para 1980, Témpano está formado por Ubieda, Castillo, Echevarreneta e Iker Gastaminza como teclista. Con esta formación participan en la llamada Gira de las Siete Estrellas en compañía de bandas que posteriormente tendrían una notable participación en el movimiento rock de Venezuela como La Misma Gente y Resistencia, junto a representantes de otros géneros musicales como Alexis Rosell, Mango, Esperanto. En 1981, Pedro Castillo se marcha del grupo y pasa a formar parte de Aditus. La nueva formación de Témpano incluye a Ubieda, Gastaminza, Echevarreneta nuevamente se encarga de la guitarra; mientras que los nuevos integrantes son Zdenek Matousek como vocalista y Víctor Fiol como bajista. Este grupo graba el álbum Pesadilla Sin Final (1981), alejado ya de la estela de música progresiva que se presentó en su álbum anterior y con notables influencias de grupos como Asia y Saga.

### ... En reclamación
Para 1983 se publica el álbum ... En reclamación; en este álbum el guitarrista es Rubén Ángel "Micho" Correa y la canción El Esequibo se convierte en un gran éxito musical. Con la partida de Echevarreneta, el único miembro original de la formación de Témpano es Gerardo Ubieda.

### Seducción subliminal
Para la grabación de Seducción Subliminal (1984) un nuevo guitarrista pasa a formar parte de Témpano: Richard Popovich. Antes de su entrada al grupo, Simón Newman había sustituido a Rubén Ángel Correa, pero su permanencia en el grupo fue tan esporádica como la de Popovich quien en 1985 es sustituido por Francisco Morales. Para 1986, Víctor Fiol abandona el grupo y Matousek toma el rol de bajista, además de vocalista. También incorporan a José Ignacio Martín quien, junto con Gastaminza, se encarga de los teclados.

### Témpano,El tercer ladoe inactividad
En 1987 la banda se encuentra formada por Gerardo Ubieda (batería), Iker Gastaminza (teclados), Francisco Morales (guitarra), José I. Martín (teclados) y Alexis Peña (vocalista) y graban el álbum Témpano (1987) y El Tercer Lado (1989). Estos discos muestran a un grupo totalmente separado de su sonido inicial e inmerso dentro del género pop. Los mayores éxitos de estas grabaciones son versiones de temas de Billy Joel (El hombre del piano), el grupo italiano Pooh (Dame sólo un minuto) y el grupo español La Unión (Lobo hombre en París). Para 1991, el grupo está formado por Ubieda, Gastaminza, Peña, Cecilio Perozzi (guitarra) y Tony Olivieri (bajo). Durante la década de los ´90 siguen los cambios en el grupo: en 1993 se producen nuevos cambios donde el único miembro sobreviviente de las grabaciones anteriores es Gerardo Ubieda; regresan Víctor Fiol (bajo) y Zdenek Matousek (voz), así como también se incorpora Simón Newman (guitarra) y Peter Nenchew (teclados). En 1994 se marcha Matousek y Robert Zúñiga Wheelock pasa a ser el nuevo vocalista. En 1995 regresa Cecilio Perozzi para sustituir al guitarrista Newman, quien el año siguiente es sustituido por Jesús Escobar. En el año 1997 Alfredo Pierantoni es el nuevo bajista e Ikay Ledezma es el nuevo guitarrista.

### Reunión y futuros proyectos (1998 - Actualidad)
Tras 20 formaciones diferentes, los miembros que grabaron Atabal Yemal en 1979 (Pedro Castillo, Miguel Ángel Echevarreneta, Gerardo Ubieda y Giuglio Della Noce) se reúnen nuevamente. El sello francés Musea Records especializado en música progresiva reedita el primer álbum de Témpano, incluyendo tres nuevas piezas. El año 2000 ve la edición de Fin de la Infancia (Childhood´s End), un tema de este álbum (En la Vía) se incluye en la recopilación editada por Musea Records titulada Un Voyage en Progresiff (2000), mientras que el tema El Timorato ha sido incluido en un disco recopilatorio de bandas venezolanas editado por la revista Rock Total. En el 2002 se edita La Agonía y el Éxtasis (The Agony and the Extasy). 
Más de 20 músicos han sido parte de la formación de banda, pero un solo miembro se ha mantenido constante en toda la historia del grupo: Geradoo Ubieda y hoy continúan por la senda que iniciaron en 1979 con la grabación de Atabal Yemal e interrumpieron durante casi 20 años para retomarla en 1998. Hoy por hoy, Témpano es una de las bandas de rock progresivo más importante que ha surgido en el país, con reconocimiento a nivel internacional participando en prestigiosos festivales internacionales como el Baja Prog de Mexicali (1999), Rio Art Rock (1999); compartiendo escenarios con bandas legendarias como Yes, Kansas, Roger Waters; recibiendo elogios de músicos como Guy LeBlanc (Camel), Stan Whittaker (Happy the Man) y Jordan Rudess (Dream Theater)[cita requerida]. 
En 2005 participan en la obra Odissey: The Greatest, un proyecto elaborado por la revista danesa Colossus junto con la discográfica francesa Musea Records y en donde plasman en un triple CD una obra conceptual basada en La Odisea de Homero. En la obra participan bandas como Minimum Vital (Francia), Nexus (Argentina), Glass Hammer (Estados Unidos), C.A.P. (Italia), XII Alfonso (Francia), Nathan Mahl (Canadá), Aether (Brasil) y Témpano (Venezuela). La obra está dividida en capítulos y Témpano interpreta el capítulo VII en forma de una suite de 24 minutos. También participan en el proyecto The Seven Samurai (2006) junto con las bandas italianas Consorzio Aqua Potabile y Taproban. Con la edición de Selective Memory (2007) marcan un nuevo hito al ofrecer al público una grabación completa para ser descargada a través de su página web; en dicha obra incluyen piezas de las suites grabadas para Musea Records, pero con arreglos diferentes a los presentados en la obra original, combinado con otros temas que no habían aparecido en grabaciones anteriores.
En diciembre del 2014, Témpano se reúne en Miami y de vuelta al estudio, Pedro Castillo, Miguel Ángel Echevarreneta, Giulio Cesare Della Noce y Gerardo Ubieda dan inicio formal a la grabación de Nowhere nowHere. En 2016 el disco fue editado en vinilo, por primera vez, desde los días de Atabal Yemal.
Siguiendo los pasos de los álbumes anteriores, sin compromisos artísticos y creando la música a la vez accesible, Témpano refleja una madurez musical que solo se logra cuando la amistad y mentes paralelas trabajan con tanta inspiración.[cita requerida]

## Formaciones del grupo
El grupo Témpano ha sido una banda bastante abierta en el sentido de la estructuración de integrantes de la misma, los integrantes que ha conformado este grupo han ido variando año con año o sino álbum con álbum.
1977 (Fundadores)
- Gerardo Ubieda (batería y percusión)
- Miguel Ángel Echevarreneta (guitarra)
- Pedro Castillo (guitarra)
- Leonardo Arias (bajo)

1978
- Gerardo Ubieda (batería y percusión)
- Miguel Ángel Echevarreneta (guitarra)
- Pedro Castillo (guitarra)
- Leonardo Arias (bajo)
- José González (teclados)
- José Bennamán (voz)

- Gerardo Ubieda (batería y percusión)
- Miguel Ángel Echevarreneta (guitarra)
- Pedro Castillo (guitarra y voz)
- Leonardo Arias (bajo)
- Giulio Cesare Della Noce (teclados)

Album: Atabal-Yémal
1979
- Gerardo Ubieda (batería y percusión)
- Miguel Ángel Echevarreneta (bajo)
- Pedro Castillo (guitarra y voz)
- Giuglio Cesare Della Noce (teclados)

1980
- Gerardo Ubieda (batería y percusión)
- Miguel Ángel Echevarreneta (bajo)
- Pedro Castillo (guitarra y voz)
- Iker Gastaminza (teclados)

Album: Pesadilla Sin Final
1981
- Gerardo Ubieda (batería y percusión)
- Miguel Ángel Echevarreneta (guitarra)
- Zdenek Matouzek (voz)
- Iker Gastaminza (teclados)
- Víctor Fiol (bajo)

Album:...En Reclamación
1983
- Gerardo Ubieda (batería y percusión)
- Rubén Ángel "Micho" Correa (guitarra)
- Zdenek Matouzek (voz)
- Iker Gastaminza (teclados)
- Víctor Fiol (bajo)

1983
- Gerardo Ubieda (batería y percusión)
- Simón Newman (guitarra)
- Zdenek Matouzek (voz)
- Iker Gastaminza (teclados)
- Víctor Fiol (bajo)

Album: Seducción Subliminal
1984
- Gerardo Ubieda (batería y percusión)
- Richard Popovich (guitarra) - - Músico Invitado
- Zdenek Matouzek (voz)
- Iker Gastaminza (teclados)
- Víctor Fiol (bajo)

1985
- Gerardo Ubieda (batería y percusión)
- Francisco Morales (guitarra)
- Zdenek Matouzek (voz)
- Iker Gastaminza (teclados)
- Víctor Fiol (bajo)

1986
- Gerardo Ubieda (batería y percusión)
- Francisco Morales (guitarra)
- Zdenek Matouzek (bajo y voz)
- Iker Gastaminza (teclados)
- José Ignacio Martín (teclados)

Album: Témpano
1987
- Gerardo Ubieda (batería y percusión)
- Francisco Morales (guitarra)
- Alexis Peña (voz)
- Iker Gastaminza (teclados)
- José Ignacio Martín (teclados)
- Andy Pask (bajo) - Músico Invitado

Album: El Tercer Lado
1989
- Gerardo Ubieda (batería y percusión)
- Francisco Morales (guitarra)
- Alexis Peña (voz)
- Iker Gastaminza (teclados)
- José Ignacio Martín (teclados)
- Igor Panasewich (bajo) - Músico Invitado

1991
- Gerardo Ubieda (batería y percusión)
- Cecilio Perozzi (guitarra)
- Alexis Peña (voz)
- Iker Gastaminza (teclados)
- Tony Olivieri (bajo)

1993
- Gerardo Ubieda (batería y percusión)
- Simón Newman (guitarra)
- Zdenek Matousek (voz)
- Peter Nenchew (teclados)
- Víctor Fiol (bajo)

1994
- Gerardo Ubieda (batería y percusión)
- Simón Newman (guitarra)
- Roberto Zúñiga (voz)
- Peter Nenchew (teclados)
- Víctor Fiol (bajo)

1995
- Gerardo Ubieda (batería y percusión)
- Cecilio Perozzi (guitarra)
- Roberto Zúñiga (voz)
- Peter Nenchew (teclados)
- Víctor Fiol (bajo)

1996
- Gerardo Ubieda (batería y percusión)
- Jesús Escobar (guitarra)
- Roberto Zúñiga (voz)
- Peter Nenchew (teclados)
- Víctor Fiol (bajo)

1997
- Gerardo Ubieda (batería y percusión)
- Ikay Ledezma (guitarra)
- Roberto Zúñiga (voz)
- Peter Nenchew (teclados)
- Alfredo Pietrantoni (bajo)

1998-presente
- Gerardo Ubieda (batería y percusión)
- Miguel Ángel Echevarreneta (bajo)
- Pedro Castillo (guitarra y voz)
- Giulio Cesare Della Noce (teclados)

## Discografía
Álbumes
| Año de Lanzamiento | Título del álbum                                  |
| ------------------ | ------------------------------------------------- |
| 1979               | Atabal-Yémal                                      |
| 1982               | Pesadilla sin final                               |
| 1983               | ... En reclamación                                |
| 1984               | Seducción Subliminal                              |
| 1987               | Témpano                                           |
| 1988               | El Tercer Lado                                    |
| 1998               | Atabal-Yémal (reedición con 3 canciones inéditas) |
| 1999               | El Fin de la Infancia                             |
| 2002               | The Agony and the Ecstacy                         |
| 2010               | Selective Memory                                  |
| 2016               | Somewhere No We're                                |

Compilaciones
| Año de lanzamiento | Título del álbum                               |
| ------------------ | ---------------------------------------------- |
| 1995               | Lo mejor de Témpano                            |
| 1997               | Desorden Público, Témpano, Cara a Cara         |
| 2001               | Pentágono - Témpano - 30 Grandes Éxitos De Oro |
| 2008               | Selective Memory                               |